# Распад Югославии
Распа́д Югосла́вии — обобщённое название событий 1991—2008 годов, в результате которых Социалистическая Федеративная Республика Югославия (СФРЮ) разделилась на шесть независимых стран и одно частично признанное государство. Процесс распада государства берёт начало в 1991—1992 годах, когда от СФРЮ отделились четыре из шести республик (Словения, Хорватия, Босния и Герцеговина и Македония). Тогда же на территорию сначала Боснии и Герцеговины, а затем автономного края Косово были введены миротворческие силы ООН.
Югославия, в которой оставалось две республики, превратилась в федерацию в составе Сербии и Черногории: c 1992 по 2003 год — Союзная Республика Югославия (СРЮ), с 2003 по 2006 год — конфедеративный Государственный Союз Сербии и Черногории (ГССЧ).
В 1999 году США и их союзники провели военную операцию в автономном крае Косово, который оказался под протекторатом ООН. Операция оправдывалась как гуманитарная интервенция, но она была проведена без мандата ООН, в связи с чем законность её проведения оспаривается и характеризуется некоторыми критиками как военная агрессия.
3 июня 2006 года, с выходом из союза Черногории, Югославия окончательно прекратила существование.
17 февраля 2008 года в одностороннем порядке была провозглашена независимость Республики Косово от Сербии.

## Предпосылки
В конце 1940-х — начале 1960-х годов политика руководства СФРЮ была основана на совмещении идеологии «пролетарского интернационализма», этнотерриториальной федерации и личной диктатуры Иосипа Броза Тито. Но подавление процессов национального самоопределения народов Югославии могло быть эффективным только при сохранении власти в руках одного правителя и узкого слоя его «соратников». Уже с начала 1960-х годов усилилась борьба внутри Союза коммунистов Югославии (СКЮ) между сторонниками реформ и усовершенствования федерализма, с одной стороны, и приверженцами «жёсткой линии», в том числе и усиления централизма, с другой.
В 1971—1972 годах реформистские движения в Словении, Хорватии и Сербии во главе с лидерами республиканских союзов коммунистов стали набирать силу, и Тито понял, что это представляет угрозу для его режима. В 1971 году им было покончено с «хорватской весной» (так называемыми «националистами»), а в 1972 году были разгромлены «либералы» в Сербии. Та же участь постигла и словенских «технократов», а также реформистов в союзах коммунистов Македонии и Боснии и Герцеговины.
По Конституции СФРЮ 1974 года была создана система, которую позднее назвали «системой сдержек и противовесов»: сербское население в Хорватии и Боснии было противовесом национальным устремлениям хорватов и боснийцев, а созданные в Сербии автономные края Косово и Воеводина сдерживали сербский национализм.
4 мая 1980 года 87-летний Тито умер. Пост президента был упразднён, а власть перешла в руки коллективного руководства, которое, однако, очень быстро дискредитировало себя в глазах общества. Весной 1981 года на фоне тяжёлого общеюгославского экономического кризиса обострились противоречия между албанцами и сербами в Косове (см. Беспорядки в Косове (1981)). В 1986 году в белградской газете «Вечерние новости» был опубликован меморандум Сербской академии наук и искусств (САНИ), ставший манифестом сербских националистов. Этот документ состоял из двух частей — анализа положения в Югославии и требований националистического крыла сербского общества, включая и антикоммунистически настроенных диссидентов, подвергавшихся преследованиям властей. После публикации меморандум подвергся критике как со стороны официальных властей Сербии, так и со стороны политического класса и интеллектуалов в других республиках СФРЮ. Однако впоследствии идеи и концепция этого меморандума получили широкое распространение в сербском обществе и заложенные в нём идеи в конце 1980-х — начале 1990-х годов стали активно использоваться различными политическими силами.
Меморандум САНИ подрывал с трудом удерживавшийся наследниками Тито этнополитический и идеологический баланс в стране. В частности, его результатом стали многотысячные митинги по всей Сербии «в защиту Косова». 24 апреля 1987 года во время митинга на Косовом поле лидер коммунистов Сербии Слободан Милошевич сказал: «Я хочу вам сказать, товарищи, что вы должны оставаться здесь. Это — ваша земля, это — ваши домашние очаги, ваши поля и сады, это — ваша история. Вы не должны оставлять эту землю только потому, что жизнь здесь трудна, потому, что вы подвергаетесь унижениям. Сербы и черногорцы никогда не пасовали перед трудностями, никогда не отступали в часы сражений. Вы должны оставаться здесь — во имя ваших предков и ваших потомков. Югославия не существует без Косова!».
Милошевич приступил к ликвидации автономных образований в составе Сербии, используя для этого народное движение. 4 октября 1988 года в Бачка-Паланке толпа потребовала отставки правительства Воеводины. На следующий день Милошевич возглавил народный поход на Нови-Сад. Югославская народная армия отказалась разгонять шествие, и власти Воеводины ушли в отставку. 17 октября того же года в отставку ушли власти Косова, которых сменили лояльные Милошевичу политики.
10 января 1989 года в Титограде прошла демонстрация перед зданием местного парламента с требованием отставки правительства, которое выполнило это требование уже на следующий день.
Началом волнений в Словении стал процесс «люблянской четвёрки». В мае 1988 года словенский журнал «Младина» собирался опубликовать скандальную статью «Ночь длинных ножей» о якобы готовящемся в Югославии военном перевороте. Но статья не была тогда опубликована, а властями были арестованы трое диссидентов и армейский прапорщик, передавший им материалы для статьи. За арестованных вступились — был ряд петиций об их освобождении. Власти пошли на уступки — до приговора обвиняемые были оставлены на свободе (а один даже продолжил редактировать «Младину»). В июне 1988 года начался военный суд над «четвёркой», проходивший в Любляне без участия защитников. Уже первое заседание 21 июня 1988 года собрало митинг перед судом до 15 тыс. человек, а 23 ноября, когда приговор (тюремный срок от пяти месяцев до четырёх лет) утвердили, перед словенским парламентом собралось около 10 тыс. человек, причём на этот раз митинг показывали в прямом эфире.
Недовольство словенского населения только усилилось. 11 января 1989 года был учреждён Словенский демократический союз. В мае 1989 года в Любляне на митинге была принята «Майская декларация» с требованием создать «суверенное государство словенского народа». Уже в сентябре того же года словенский парламент изменил конституцию республики, установив, что Словения находится в составе СФРЮ «на основе постоянного, целостного и неотъмлемого права словенского народа на самоопределение вплоть до отделения и объединения». В 1989 году в стране возникло несколько оппозиционных партий, которые в конце года объединились в коалицию «Демократическая оппозиция Словении», которая получила более половины мест на выборах в республиканский парламент в апреле 1990 года. В июле 1990 года была принята Декларация о суверенитете Словении, которая провозгласила, что югославские законы действуют в республике лишь постольку, поскольку они не противоречат местной конституции. 23 декабря 1990 года прошёл референдум, на котором независимость Словении поддержали 88,5 % проголосовавших.
28 июня 1989 года во время празднования 600-летия Косовской битвы Слободан Милошевич произнёс речь, в которой сказал: «Шесть столетий спустя мы снова участвуем в битвах. Это не вооружённые бои, хотя такие вещи исключать пока нельзя».
В июле 1989 года в Книнской Краине во время праздника по поводу 600-летия Косовской битвы были поставлены и вопросы положения сербов в Хорватии: упоминалось право на собственную культуру, язык и употребление кириллицы. Праздник был прерван хорватскими республиканскими властями после того, как на праздновании начали петь народные сербские песни. Властями это было расценено как проявление национализма. Сразу после праздника были арестованы некоторые сербские общественные деятели, в том числе руководитель только что созданного культурно-просветительского общества «Зора» Йован Опачич. В августе 1989 года Сабор Хорватии принял закон о языке, в котором сербский язык как язык сербского народа в Хорватии не упоминался.
Этнонационализм выглядел и в глазах других политиков простым и «удобным» способом политической мобилизации. В 1990—1991 годах стали нарастать противоречия между Сербией и Словенией, Сербией и Хорватией — конфликты экономического, политического, а затем и этнотерриториального характера. В центре борьбы оказались районы Хорватии, населённые сербами, а также Босния и Герцеговина. Сербы и хорваты в Боснии и Герцеговине ставили вопрос о присоединении территорий их компактного проживания, соответственно, к Сербии и Хорватии. Боснийские мусульмане, составлявшие относительное большинство (43,5 %), выступали за сохранение целостности Боснии и Герцеговины, поскольку только это могло обеспечить целостность территорий, на которых они проживали. Однако при этом две другие крупнейшие общины (сербы и хорваты) воспринимались боснийскими властями как «национальные меньшинства», и любые модели государственного устройства БиГ, кроме унитарной, отвергались. «Разделить» Боснию и Герцеговину согласно этноконфессиональной принадлежности населения было практически невозможно — «чистые» этнические территории в ней отсутствовали. Значительную роль в нарастании межнациональных противоречий играли воспоминания о событиях периода Второй мировой войны, в частности о геноциде сербов, организованном режимом усташей в Независимом государстве Хорватия.
Также появились антисербские стереотипы и за пределами Югославии. Так, Георг Райсмиллер писал в газете «Frankfurter Allgemeine Zeitung»: «Словенцы и хорваты, по традиции ориентированные на демократию, благодаря их западно-католическому наследию… оказались в уникальной ситуации: они могли наконец освободиться от произвола сербских деспотов и сербско-коммунистических „угнетателей и завоевателей“».
Скупщина общины Книн 10 апреля 1990 года на совместном заседании всех палат приняла решение заключить Договор об объединении сербских общин Далмации и создать Объединение общин Далмации и Лики. По мнению российского исследователя Елены Гуськовой, сербов беспокоили отказ хорватских властей предоставить им культурную автономию и ужесточение антисербской кампании.
На XIV (чрезвычайном) съезде СКЮ 22 января 1990 года он фактически прекратил своё существование как единая партия. Ещё до завершения съезда его покинули делегации Словении, Хорватии, Боснии и Герцеговины и Македонии. После этого республиканские организации СКЮ стали превращаться в самостоятельные, не зависящие от центра партии, каждая из которых имела свои особенности и действовала своими силами в зависимости от ситуации в той или иной республике. Тем не менее, накануне многопартийных выборов 1990 года в стране действовали две общесоюзные политические силы — коммунисты и Союз реформаторских сил (реформисты), созданный в июле 1990 года соратником Тито Марковичем. Реформисты организовали отделения в каждом субъекте Югославии и выступали за сохранение единства СФРЮ при условии проведения реформ. На стороне реформистов была часть интеллигенции, в частности известный режиссёр Кустурица.
11 ноября 1990 года на первых многопартийных парламентских выборах в Македонии большинство мест получила оппозиция. 18 ноября 1990 года состоялись первые многопартийные парламентские выборы в Боснии и Герцеговине. Победу на них одержали три националистические партии: мусульманская Партия демократического действия, Сербская демократическая партия и Хорватский демократический союз Боснии и Герцеговины. 9 декабря 1990 года по результатам первых многопартийных выборов в Черногории и Сербии у власти там остались Союз коммунистов Черногории и Социалистическая партия Сербии (преемница Союза коммунистов Сербии) во главе со Слободаном Милошевичем. В других республиках общесоюзные партии потерпели сокрушительное поражение. Например, в Боснии и Герцеговине коммунисты и их союзники получили 9 % мест, а реформисты А. Марковича — только 5 % мест, несмотря на то, что их поддерживали в регионе подконтрольные союзным властям газета «Борба» и телевидение ЮТЕЛ.
Ситуация в Хорватии усугублялась националистическими мерами республиканского правительства. В июне-июле 1990 сербскохорватский язык был изменён на хорватский, сначала было изменено название, а затем и грамматические нормы языка. В служебной переписке и в СМИ было запрещено кириллическое письмо. Из школьных программ были изъяты тексты по сербской истории, сербские писатели и поэты. Сербов в государственных учреждениях заставляли подписывать «листы лояльности» новому хорватскому правительству. Отказывавшихся делать это немедленно увольняли. Особенно заметно это было в системе МВД, причём часть служащих там сербов была арестована. Оказывалось давление на представителей сербской интеллигенции. Тогда же начались многочисленные нападения хорватских экстремистов на Сербскую православную церковь. Были отмечены случаи избиений священников, провокаций у храмов во время богослужений, минирования храмов и осквернения могил. В 1991 году в этих действиях активное участие принимала хорватская полиция — арестовывала священников, запрещала верующим собираться, мешала проведению праздников.
Выдвигались различные проекты реформ СФРЮ — совершенствование федерации, превращение её в конфедерацию. Но уже со второй половины 1990 года движения национальных меньшинств (прежде всего, косовских албанцев в Сербии и книнских сербов в Хорватии) от первоначального требования автономии в рамках существовавших республик все более явно переходили к требованиям отделения «своих» этнических районов — либо с провозглашением независимости (Косово), либо с присоединением к другим республикам (сербы в Хорватии — к Сербии). Началось формирование самопровозглашённых сербских образований на территории Хорватии. Предвестником будущего межнационального насилия стала жестокая массовая драка между сербскими и хорватскими болельщиками во время футбольного матча в Загребе в мае 1990 года.
23 мая 1990 года председателем скупщины общины Книн был избран Милан Бабич, зубной врач по профессии, член главного комитета СДП, бывший коммунист и делегат на Съезде Союза коммунистов Хорватии. Вокруг него сформировался круг национально ориентированных сербов, которые начали работу по объединению сербских общин в Хорватии. Причём, делали это на основе конституции Хорватии, которая это формально позволяла.
Скупщина Книна 27 июня завершила создание Содружества шести общин Лики и Северной Далмации. Желание объединиться выразили общины Книн, Бенковац, Обровац, Доньи-Лапац, Грачац и Титова-Кореница.
25 июля 1990 года в небольшом городе Срб в Лике состоялся съезд Сербской демократической партии. Число её сторонников и просто зрителей, собравшихся на съезде оценивается в 120 000 — 200 000 человек. На съезде были сформированы законодательный орган власти — Сербский сабор и исполнительный орган — Сербское национальное вече. Была также принята декларация о суверенитете и автономии сербского народа. Требования сербов касались употребления кириллической графики, сохранения сербских школ и соответствующих школьных программ, культурных и политических институтов, предприятий, печати и сербского радио и телевидения. Председателем Сербского национального веча был избран тот же Бабич, что во многом определило радикализацию сербского движения за автономию.
16 августа 1990 г. Сербское национальное вече приняло решение провести референдум по вопросу автономии сербов в Хорватии.
Хорватские власти объявили референдум незаконным и пообещали помешать ему всеми возможными средствами. 17 августа 1990 года они послали в сербские области в Северной Далмации специальные подразделения МВД, чтобы изъять оружие у резервного состава местной милиции и помешать проведению референдума. Ночью хорватский спецназ напал на милицейский участок в Бенковаце. Ответом сербского населения стали многочисленные баррикады на дорогах и патрулирование населённых пунктов ополченцами. Местные секретариаты милиции под руководством Милана Мартича начали раздачу оружия со складов как милиционерам, так и гражданским лицам, желавшим оборонять Книн, а Милан Бабич объявил военное положение в Книне и его окрестностях. На референдуме за сербскую автономию высказались 756 549 человек, против — 172, недействительных бюллетеней было 60.
21 декабря 1990 года в Книне была провозглашена Сербская Автономная Область Краина.
Первоначально и союзный центр, и республики действительно стремились разрешать возникавшие конфликты на основе уже начинавших противоречить друг другу союзной и республиканских конституций: федеральные власти провозглашали незаконными решения республиканских органов, а те, в свою очередь, делали то же самое по отношению к самопровозглашённым образованиям.
В начале конфликта использовались политические методы и экономические рычаги (отключение Сербией подачи электроэнергии в Словению, бойкот в Сербии словенских товаров и так далее). Затем население начало вооружаться само и его стали вооружать местные власти, при этом использовались как воинские склады территориальной обороны — на которые в конце 1980-х годов было передано устаревшее, но в боевом состоянии вооружение из ЮНА, так и нелегальные закупки за границей.
В начале марта 1991 года после того, как после начавшихся в Хорватии увольнений сербов из органов МВД сербские милиционеры захватили полицейский участок и муниципальные учреждения, взяв в плен нескольких хорватских полицейских, хорватский полицейский спецназ взял штурмом город Панкрац и вытеснил из него сербских ополченцев. Для предотвращения дальнейших столкновений в город были введены части Югославской народной армии.
31 марта 1991 года произошло столкновение между силами сербской территориальной обороны, поддерживаемыми добровольцами из Сербии, и хорватскими полицейскими в районе национального парка Плитвицкие озёра в Хорватии, в ходе которого были убиты два человека.
Итогом стали провозглашение независимости Словении и Хорватии, вооружённые столкновения в Словении между Югославской народной армией и силами самообороны в июне-июле 1991 году и начавшаяся в том же году война в Хорватии, в которой помимо регулярной армии принимало участие и население (комплектуя «военизированные формирования», создавая свои этнотерриториальные самопровозглашённые образования и изгоняя из них жителей «чужих» национальностей). В 1992 году началась и война в Боснии и Герцеговине.

## Противоборствовавшие стороны
Основные стороны югославских конфликтов:
- Сербы, возглавляемые Слободаном Милошевичем;
- Боснийские сербы, возглавляемые Радованом Караджичем;
- Хорваты, возглавляемые Франьо Туджманом;
- Боснийские хорваты, возглавляемые Мате Бобаном;
- Хорватские сербы, возглавляемые Гораном Хаджичем и Миланом Бабичем;
- Босняки, возглавляемые Алиёй Изетбеговичем;
- Мусульмане-автономисты, возглавляемые Фикретом Абдичем;
- Косовские албанцы, возглавляемые Ибрагимом Руговой (фактически — Адемом Яшари, Рамушем Хардинаем[36] и Хашимом Тачи).

Кроме них, в конфликтах участвовали также ООН, США и их союзники, Россия сыграла заметную, но второстепенную роль. Словенцы участвовали лишь в двухнедельной войне с федеральным центром, а македонцы же получили независимость мирным путём, однако через 10 лет всё равно попали в конфликт с албанцами.

### Основы сербской позиции
Согласно мнению сербской стороны, война за Югославию началась как оборона общей державы, а закончилась борьбой за выживание сербского народа и за объединение его в границах одной страны. Если из республик Югославии каждая имела право отделиться по национальному принципу, тогда сербы как нация имели право воспрепятствовать этому разделению там, где оно захватывало территории, заселённые сербским большинством, а именно в Республике Сербская Краина в Хорватии и в Республике Сербской в Боснии и Герцеговине.

### Основы хорватской позиции
Хорваты утверждали, что одним из условий вступления в федерацию было признание права отделения от неё же. Туджман часто говорил, что борется за воплощение этого права в виде нового независимого хорватского государства (что у некоторых вызывало ассоциации с усташеским Независимым Государством Хорватия).

### Основы позиции боснийцев
Боснийские мусульмане были самой немногочисленной из воюющих групп (если брать всю территорию конфликта, а не Боснию). Их положение было довольно незавидным. Президент Боснии и Герцеговины Алия Изетбегович избегал занимать ясную позицию до весны 1992 года, когда стало ясно, что прежней Югославии больше нет. Тогда Босния и Герцеговина провозгласила независимость по результатам референдума.

## Последствия
Общее число жертв конфликтов на Балканах с начала 1990-х годов превышает 130 тысяч человек, а материальный ущерб исчисляется десятками миллиардов долларов.
По данным статистического дивизиона ООН, ВВП Сербии в текущих[каких?] ценах упал с 40,5 млрд $ в 1990 году до 9,9 млрд $ в 2000 году, ВВП Черногории — с 1,8 млрд $ до 1,1 млрд $. По оценке белградского Центра политических исследований, общий ущерб, нанесённый внешней торговле Югославии в 1992—1999 годах санкциями ООН и ЕС, гиперинфляцией и бомбардировками НАТО, составил 15,873 млрд $, потери промышленного сектора за тот же период — 15,304 млрд $.
Войны в Хорватии, в Боснии и Герцеговине и Косовский конфликт также вызвали массовые волны беженцев сербской национальности из этих стран. В результате Сербия оказалась на первом месте в Европе по количеству беженцев и вынужденных переселенцев.

## Позиция иностранных государств
В ходе развития югославского кризиса мировое сообщество разделилось на тех, кто выступал за сохранение территориальной целостности Югославии (часто при условии проведения там реформ) и тех, кто поддерживал независимость югославских республик.
- Евросоюз занял в целом нейтрально-благожелательную позицию по отношению к признанию независимости республик. В Декларации брюссельского саммита ЕС, состоявшегося 17 декабря 1991 года была сказано, что Евросоюз признаёт все югославские республики, которые обратятся к нему с этой просьбой и будут соответствовать критериям признания[40]. Уже 15 января 1992 года ЕС признал независимость Словении и Хорватии[40].
- США изначально выступали за территориальную целостность Югославии и не желали признавать независимость её республик. Только 7 апреля 1992 года США признали независимость Словении, Боснии и Герцеговины и Хорватии[41].

## Раздел югославских активов и имущества
Раздел собственности СФРЮ затянулся надолго. Только в 2004 году вступило в силу (после ратификации Хорватии) заключённое в Вене соглашение, которое предусматривало раздел как золотовалютных активов СФРЮ, так и имущества её зарубежных дипломатических представительств. По этому соглашению, например, Малая Югославия получила 38,0 % золотовалютных активов СФРЮ и 39,5 % дипломатического и консульского имущества. Некоторые российские исследователи считают такой раздел несправедливым. Например, А. Генералов утверждает, что соглашение не учитывает вклад Королевства Сербии в общее имущество и что все югославские дипломатические представительства за рубежом до 1918 года принадлежали лишь Сербии и Черногории. Подобный аргумент не учитывает того факта, что большинство югославских дипломатических представительств за рубежом, которые существовали на момент распада СФРЮ, было создано в государствах, появившихся после 1918 года. Разделу между всеми республиками подлежали также долги перед Югославией. Например, долг СССР перед СФРЮ (около 806 млн долларов) был в 2003 году разделён в такой пропорции: Сербия и Черногория получили 38 %, Хорватия — 23 %, Словения — 16 %, Босния и Герцеговина — 15,5 % и Македония — 7,5 %. К апрелю 2016 года эти суммы были выплачены Россией (кроме части долга, причитающейся Боснии и Герцеговине).

## Правопреемственность Югославии
С точки зрения ООН у СФРЮ нет страны-преемницы, в отличие от СССР, чьим продолжателем является Россия (в связи с чем членство РФ в ООН считается с 24 октября 1945 года). Союзная Республика Югославия (союз Сербии и Черногории) в 2000 году подала отдельную заявку на вступление в ООН, которая была удовлетворена 1 ноября того же года. Преемницей СРЮ в ООН является Сербия, членство которой считается в Организации с 1 ноября 2000 года. При этом Сербия после распада СРЮ не подавала новой заявки на вступление в ООН.